# 伊莎贝尔·迪亚斯·阿尤索
伊莎贝尔·迪亚斯·阿尤索 （西班牙語：Isabel Díaz Ayuso，西班牙語發音：[isaˈβel ˈdi.aθ aˈʝuso]，1978年10月17日—），西班牙政治人物，现任马德里自治区政府主席。

## 生平
1978年生于马德里錢貝里區。毕业于马德里康普顿斯大学新闻学系。2005年加入人民党，2006年进入马德里自治区政府部门工作。2011年7月补选为马德里自治区议会议员，2015年再次当选。2017年9月至2018年5月，任马德里自治区政府副主席兼司法部长。
在2019年5月26日的马德里自治区选举中，人民党得票22.23％，获30个席位，仅次于西班牙工人社会党，位列第二。在8月14日的政府主席授权选举中，伊莎贝尔·迪亚斯以68票赞成，64票反对，成功当选。伊莎贝尔·迪亚斯表示，她将致力于解决马德里中區交通拥堵和空气污染问题。
2020年3月16日，她在第二次新冠病毒检测结果呈阳性，将居家隔离，并继续工作。2020年4月初已治愈并出院。
2021年3月10日，她宣佈人民黨與公民黨的合作關係破裂，並決定提前區選。5月4日，西班牙馬德里自治區舉行地方選舉，保守派自治區主席阿尤索帶領其所屬的人民黨大勝，取得44%選票。